# Neocorynura pubescens
Neocorynura pubescens är en biart som först beskrevs av Heinrich Friese 1917.  Neocorynura pubescens ingår i släktet Neocorynura och familjen vägbin. Inga underarter finns listade i Catalogue of Life.